# Pokrajina Catanzaro
Pokrajina Catanzaro (v italijanskem izvirniku Provincia di Catanzaro [provìnča di katandzàro]), je ena od petih pokrajin, ki sestavljajo italijansko deželo Kalabrija. Meji na severu s pokrajinama Cosenza in Crotone, na vzhodu z Jonskim morjem, na jugu s pokrajino Reggio Calabria in na zahodu s pokrajino Vibo Valentia ter s Tirenskim morjem.

## Večje občine
Glavno mesto je Catanzaro, ostale večje občine so (podatki 31. december 2011):
| Občina               | Prebivalcev |
| -------------------- | ----------- |
| Catanzaro            | 92.953      |
| Lamezia Terme        | 71.324      |
| Soverato             | 9.544       |
| Borgia               | 7.646       |
| Chiaravalle Centrale | 6.602       |
| Curinga              | 6.803       |
| Girifalco            | 6.153       |
| Sellia Marina        | 6.741       |

## Naravne zanimivosti
V pokrajini Catanzaro sta obali Tirenskega in Jonskega morja na razdalji približno 30 km, kar je najožji pas kopnega na polotoku. Veže ju široka dolina - ožina Catanzaro, ki se proti notranjosti zoži do komaj 2 km, nato se spet odpre proti obali drugega morja. Iz vrhov na obeh straneh doline je ob jasnem vremenu moč videti obali obeh morij.
Seznam zaščitenih področij v pokrajini:
- Narodni park La Sila (Parco nazionale della Sila)
- Naravni rezervat Coturelle - Piccione (Riserva naturale Coturelle - Piccione)
- Naravni rezervat Gariglione - Pisarello (Riserva naturale Gariglione - Pisarello)
- Naravni rezervat Poverella Villaggio Mancuso (Riserva naturale Poverella Villaggio Mancuso)

## Zgodovinske zanimivosti
Na ozemlju današnje pokrajine Catanzaro so v železni dobi prebivali Vituli, tako imenovani, ker so častili boga v podobi teleta (lat. vitulus = tele). Iz naziva Vituli se je razvilo ime Italoi, kot so Grki imenovali to ljudstvo. Po legendi naj bi njihov kralj Italo bil brat Dardana, iz katerega naj bi izhajal trojanski narod. Po Italu so se sprva imenovali le prebivalci pokrajine, nato postopoma prebivalci vsega polotoka in končno je sprejela to poimenovanje tudi država Italija. Po mnenju starih zgodovinarjev (Apolodoros, Joannes Tzetzes) pa izhaja ime Vituli iz etruščanskega naziva, morda psovke, za ljudstva srednjega dela Apeninskega polotoka, saj je etruščanska beseda vitalu in pozneje italon pomenila bika. Ta razlaga bi tudi upravičila širjenje naziva italon na vsa plemena polotoka, ker so ga uporabljali Etruščani, ki so takrat bili najpomembnejše in najkulturnejše ljudstvo vsega ozemlja.